# Velyka Oleksandrivka (huyện)
Huyện Velyka Oleksandrivka (tiếng Ukraina: Великоолександрівський район, chuyển tự: Velyka Oleksandrivkas'kyi raion) là một huyện của tỉnh Kherson thuộc Ukraina. Huyện Velyka Oleksandrivka có diện tích 1540 kilômét vuông, dân số theo điều tra dân số ngày 5 tháng 12 năm 2001 là 31233 người với mật độ 20 người/km2. Trung tâm huyện nằm ở Velyka Oleksandrivka.